# Beriev Be-30
Beriev Be-30 (tên mã NATO "Cuff") là một loại máy bay chở khách vùng và vận tải thông dụng của Nga, do Viện thiết kế Beriev thiết kế. Nó được phát triển đặc biệt cho các tuyến dịch vụ nội địa của hãng Aeroflot.

## Biến thể
- Mẫu thử Be-30
- Be-30: Bản sản xuất
- Be-30A:
- Be-32:
- Be-32K:

## Quốc gia sử dụng
Liên Xô
- Aeroflot

## Tính năng kỹ chiến thuật (Be-30)
Đặc điểm tổng quát
- Kíp lái: 2
- Sức chứa: 14-16 hành khách
- Chiều dài: 15,7 m (51 ft 6 in)
- Sải cánh: 17 m (55 ft 9 in)
- Chiều cao: 5,52 m (18 ft 2 in)
- Diện tích cánh: 32 m² (340 ft²)
- Trọng lượng rỗng: 3.607 kg (7.937 lb[2])
- Trọng tải có ích: 1.500 kg (3.300 lb)
- Trọng lượng cất cánh tối đa: 5.860 kg (12.920 lb)
- Động cơ: 2 × Glushenkov TVD-10 kiểu turboprop, 708 kW (950 shp)  mỗi chiếc

 Hiệu suất bay 
- Vận tốc cực đại: 480 km/h (260 kn, 300 mph) trên độ cao 2.000 m (6.500 ft)
- Vận tốc hành trình: 460 km/h (250 kn, 290 mph) trên độ cao 2.000 m
- Tầm bay: 1.300 km (700 nmi, 810 mi)